# Werner Krauss (scriitor)
Werner Krauss (n. 7 iunie 1900, Stuttgart, Imperiul German – d. 28 august 1976, Berlin, RDG) a fost un scriitor și critic literar german din fosta RDG.
Opera sa, de orientare marxistă, a asimilat și preluat critic rezultate ale mai multor direcții din critica secolului XX, la care concură analiza istorică și sociologică a operei, metoda comparativă, critica stilistică.

## Scrieri
- 1929: Viața activă și literatura în Spania medievală ("Das tätige Leben und die Literatur în mittelalterlichen Spanien")
- 1959: Studii și articole ("Studien und Aufsätze")
- 1963: Studii despre iluminismul german și francez ("Studien zur deutschen und französischen Aufklärung")
- 1968: Eseuri despre literatura franceză ("Essays zur französischen Literatur")
- 1968: Probleme fundamentale ale științei literaturii ("Grundprobleme der Literaturwissenschaft")
- 1972: Opera și cuvântul ("Werk und Wort")
- 1972: Spania, 1900-1965 ("Spanien, 1900-1965").

Krauss a mai scris și studii despre Marini, Corneille, Góngora.